# Covo
Covo är en ort och kommun i provinsen Bergamo i regionen Lombardiet i Italien. Kommunen hade 4 109 invånare (2018).